# If Stockholm Open 2015
If Stockholm Open 2015 byl tenisový turnaj pořádaný jako součást mužského okruhu ATP World Tour, který se hrál na krytých dvorcích s tvrdým povrchem v aréně Kungliga tennishallen. Konal se mezi 20. až 25. říjnem 2015 ve švédské metropoli Stockholmu jako 47. ročník turnaje.
Turnaj s celkovým rozpočtem 537 050 eur a prize money 537 050 eur patřil do kategorie ATP World Tour 250. Nejvýše nasazeným hráčem ve dvouhře, a obhájcem titulu, se stal pátý tenista světa Tomáš Berdych z České republiky, který dokázal turnaj opanovat. Deblovou soutěž vyhrál americký pár Nicholas Monroe a Jack Sock.

## Rozdělení bodů a finančních odměn

### Rozdělení bodů
| Soutěž       | vítězové | finalisté | semifinalisté | čtvrtfinalisté | 16 v kole | 32 v kole | Q  | Q3 | Q2 | Q1 |
| ------------ | -------- | --------- | ------------- | -------------- | --------- | --------- | -- | -- | -- | -- |
| dvouhra mužů | 250      | 150       | 90            | 45             | 20        | 0         | 12 | 6  | 0  | 0  |
| čtyřhra mužů | 250      | 150       | 90            | 45             | 0         |           |    |    |    |    |

### Finanční odměny
| Soutěž                              | vítězové | finalisté | semifinalisté | čtvrtfinalisté | 16 v kole | 32 v kole | Q2   | Q1   |
| ----------------------------------- | -------- | --------- | ------------- | -------------- | --------- | --------- | ---- | ---- |
| dvouhra                             | €97 700  | €51 450   | €27 870       | €15 880        | €9 360    | €5 540    | €900 | €430 |
| čtyřhra                             | €29 680  | €15 600   | €8 450        | €4 830         | €2 830    | —         | —    | —    |
| částka ve čtyřhře je uvedena na pár |          |           |               |                |           |           |      |      |

## Dvouhra

### Nasazení hráčů
| Země                          | Hráč            | ATP | Nasazení |
| ----------------------------- | --------------- | --- | -------- |
| Česko                         | Tomáš Berdych   | 5.  | 1.       |
| Francie                       | Richard Gasquet | 11. | 2.       |
| Francie                       | Gilles Simon    | 14. | 3.       |
| Austrálie                     | Bernard Tomic   | 20. | 4.       |
| Bulharsko                     | Grigor Dimitrov | 22. | 5.       |
| Francie                       | Jérémy Chardy   | 29. | 6.       |
| USA                           | Jack Sock       | 33. | 7.       |
| Lucembursko                   | Gilles Müller   | 36. | 8.       |
| Žebříček ATP k 12. říjnu 2015 |                 |     |          |

### Jiné formy účasti na turnaji
Následující hráči obdrželi divokou kartu do hlavní soutěže:
- Tomáš Berdych
- Jarkko Nieminen
- Mikael Ymer

Následující hráči postoupili z kvalifikace:
- Filip Krajinović
- Maximilian Marterer
- Ante Pavić
- Mischa Zverev

Následující hráč postoupil jako tzv. šťsatný poražený:
- Nicolás Almagro

### Odhlášení
před začátkem turnaje
- Daniel Muñoz de la Nava (gastroenteritida) → nahradil jej Nicolás Almagro

### Skrečování
- Marcos Baghdatis (natažení třísel)
- Steve Darcis (poranění levého hlezna)

## Čtyřhra

### Nasazení párů
| Země                                                                      | Hráč            | Země     | Hráč             | ATP | Nasazení |
| ------------------------------------------------------------------------- | --------------- | -------- | ---------------- | --- | -------- |
| Francie                                                                   | Jérémy Chardy   | Švédsko  | Robert Lindstedt | 64. | 1.       |
| USA                                                                       | Nicholas Monroe | USA      | Jack Sock        | 83. | 2.       |
| USA                                                                       | Eric Butorac    | USA      | Scott Lipsky     | 88. | 3.       |
| Spojené království                                                        | Jonathan Marray | Pákistán | Ajsám Kúreší     | 90. | 4.       |
| Žebříček ATP k 12. říjnu 2015; číslo je součtem postavení obou členů páru |                 |          |                  |     |          |

### Jiné formy účasti
Následující páry obdržely divokou kartu do hlavní soutěže:
- Johan Brunström /  Jarkko Nieminen
- Isak Arvidsson /  Fred Simonsson

### Odhlášení
před začátkem turnaje
- Robert Lindstedt (infekce)

## Přehled finále

### Mužská dvouhra
- Tomáš Berdych vs.  Jack Sock, 7–6(7–1), 6–2

### Mužská čtyřhra
- Nicholas Monroe /  Jack Sock def.  Mate Pavić /  Michael Venus, 7–5, 6–2